# Dendrobium sancristobalense
Dendrobium sancristobalense là một loài thực vật có hoa trong họ Lan. Loài này được P.J.Cribb mô tả khoa học đầu tiên năm 1983.